# William Baines
Pour les articles homonymes, voir Baines.
William Baines (né le 26 mars 1899 à Horbury – mort le 6 novembre 1922 à York) est un pianiste et compositeur britannique qui a écrit plus de 150 œuvres pour piano, des œuvres orchestrales et de la musique de chambre avant sa mort prématurée, à 23 ans, due à la tuberculose.

## Liste des œuvres principales
Orchestre
- Symphony in C Minor (1917)
- Island of the Fay (1919)
- Prelude to a Doll's Ballet (1920)
- Poem for piano and orchestra (1921)
- Thoughtdrift (1921)

Musique de chambre
- Andante for string quartet (1922)
- Aubade for string quartet (1917)
- Dream Temple for violin and piano (1920)
- Marionettes for violin and piano (1919)
- Piano Trio (1918)
- Rhapsody in F# Minor for string quartet (1920)
- Sonata in G for violin and piano (1917–19)
- String Quartet in E Major (1917–18)
- Two Fragments for string quartet (1920–21)

Piano
- Sonata in A Minor (1917)
- Four Sketches (1917–18)
- Introduction & Waltz Caprice (1918)
- Poem Op 6 No 2 (1918)
- Paradise Gardens (1918–19)
- Seven Preludes (1919)
- Coloured Leaves (1919–20)
- Four Poems (1919–20)
- Three Concert Studies (1919–20)
- Milestones (1920)
- Tides (1920)
- Sonata in F# minor (incomplete) (1918–21)
- Prelude (in G) (1921)
- Silverpoints (1921)
- Twilight Pieces (1921)
- Wind Sprites (1921)
- Prelude and Seven Diversions (1921)
- Pictures of Light (1920–22)
- A Last Sheaf (1921–22)
- Nocturne from Sonata in F# minor (1922)
- Shade-Imagery (1922)

Chansons
- Five Songs (1919)

## Source
- (en) Cet article est partiellement ou en totalité issu de l’article de Wikipédia en anglais intitulé « William Baines » (voir la liste des auteurs).